# Tiumeń (stacja kolejowa)
Tiumeń – stacja kolejowa w Tiumeni, w obwodzie tiumeńskim, w Rosji. Znajdują się tu 3 perony.